# Anthyperythra legataria
Anthyperythra legataria är en fjärilsart som beskrevs av Herrich-Schäffer 1852. Anthyperythra legataria ingår i släktet Anthyperythra och familjen mätare. Inga underarter finns listade i Catalogue of Life.